# Töltéstava, Győr-Moson-Sopron
Töltéstava  este un sat în districtul Győr, județul Győr-Moson-Sopron, Ungaria, având o populație de 2.155 de locuitori (2011). 

## Demografie
Componența etnică a satului Töltéstava
     Maghiari (97,66%)
     Necunoscut (0,73%)
     Alții (1,61%)
Componența confesională a satului Töltéstava
     Romano-catolici (45,99%)
     Fără religie (17,31%)
     Reformați (8,63%)
     Luterani (1,95%)
     Necunoscută (25,06%)
     Alte religii (1,67%)
Conform recensământului din 2011, satul Töltéstava avea 2.155 de locuitori. Din punct de vedere etnic, majoritatea locuitorilor (97,66%) erau maghiari. Apartenența etnică nu este cunoscută în cazul a 0,73% din locuitori. Nu există o religie majoritară, locuitorii fiind romano-catolici (45,99%), persoane fără religie (17,31%), reformați (8,63%) și luterani (1,95%). Pentru 25,06% din locuitori nu este cunoscută apartenența confesională.